# Donata Wenders

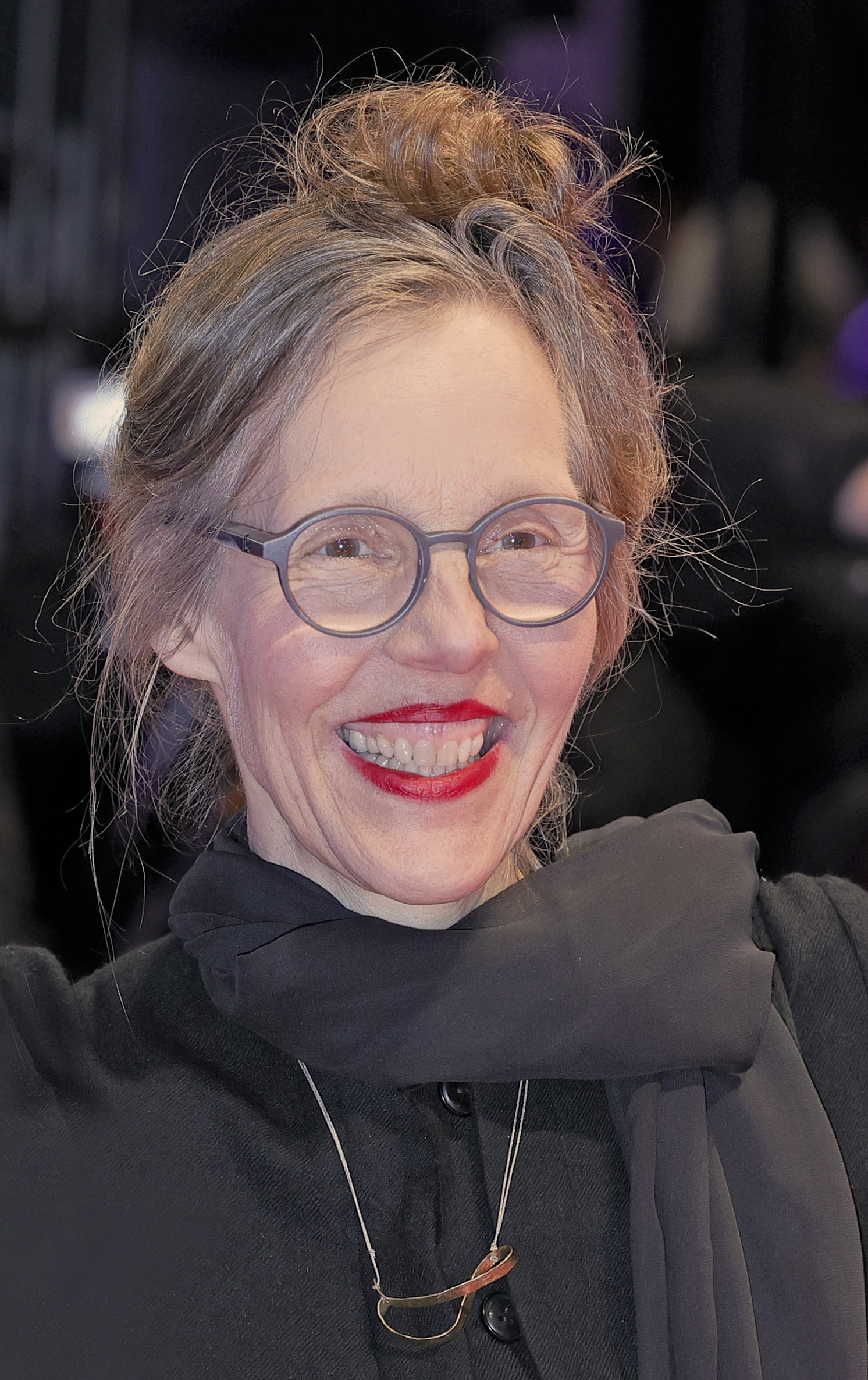
Donata Wenders während der Berlinale 2024

Donata Johanne Wenders, geborene Schmidt (* 20. Juni 1965 in Berlin) ist eine deutsche Fotografin.

## Biografie
Donata Schmidt besuchte die Rudolf-Steiner-Schule in Berlin und studierte zunächst an der Freien Universität Berlin Kommunikationswissenschaften mit dem Schwerpunkt Photographie und Kamera. Zwischen 1987 und 1989 lebte sie in Stuttgart, um dort ihr Film- und Fotografiestudium fortzuführen und sich an der Freien Kunstakademie Stuttgart weiterzubilden. Anschließend arbeitete sie als Kameraassistentin. 1993 heiratete sie den Fotografen und Regisseur Wim Wenders. Seit 1995 ist Donata Wenders ausschließlich als künstlerische Photographin tätig.
Wenders zieht es vor, Menschen abzulichten. Dabei entstehen überwiegend Schwarz-Weiß-Fotos.
Donata Wenders hat zahlreiche bekannte Persönlichkeiten über längere Zeit begleitet, um sie dokumentarisch darzustellen, wie zum Beispiel die Schriftstellerin Siri Hustvedt, die Choreographin Pina Bausch, die Künstlerin Leiko Ikemura, den Schriftsteller Peter Handke, den Modemacher Yōji Yamamoto und den Fotografen Peter Lindbergh.
Durch ihren Ehemann Wim Wenders hatte Donata Wenders die Gelegenheit, viele Künstler während der Dreharbeiten aufzunehmen. Hierzu gehören Die Toten Hosen, Milla Jovovich, Andie MacDowell, Buena Vista Social Club und BAP. Während der Dreharbeiten zum 3D-Spielfilm Every Thing Will Be Fine im Jahr 2015 schuf Donata Wenders die Filminstallation James Reading – Reading James, bestehend aus Fotografien und Film, die unter anderen 2016 im Weserburg Museum für moderne Kunst in Bremen zu sehen war.
Plattencover für Sam Phillips und Die Toten Hosen wurden von ihren Fotos geprägt, so zum Beispiel Auswärtsspiel und Nur zu Besuch. Sie arbeitete außerdem für 2raumwohnung, Wolfgang Niedecken und U2.
Donata Wenders ist Vorstandsmitglied der Wim Wenders Stiftung in Düsseldorf.

## Ausstellungen (Auswahl)
- 1997 Palazzo Ducale, Parma.
- 1999 Galerie Einstein, Unter den Linden, Berlin,
- 1999 Gallery of Contemporary Photography, Los Angeles
- 1999–2001 Buena Vista Social Club, Wanderausstellung mit Arbeiten aus Buena Vista Social Club, Asien und Südamerika
- 2000
  - Huis Marseille, Amsterdam
  - Teatro Della Visione, Mailand
  - Galerie M. C., Zweibrücken
  - Galerie Schirmer/Mosel, München
- 2002: Galleria Allessandra Bonomo, Rom
- 2003: Monika Mohr Galerie, Hamburg
- 2004: Galleria Ferragamo, Florenz
- 2005: Bari, Bari, Italien
- 2005: Born in the 60ies, C/O Berlin
- 2006: Islands of Silence, Abtei Königsmünster, Meschede
- 2007: Heilig 1, Gloriahalle, Düsseldorf
- 2007: Kleine Ewigkeiten, Monika Mohr Galerie, Hamburg
- 2009: Kleine Ewigkeiten. Photographie von Donata Wenders, Stadthaus Ulm
- 2014/2015: Silent Traces –  Johanna Breede, Berlin[8]
- 2015: Handmade Photography, Photowerk, Kommunale Galerie, Berlin
- 2015: Through Women’s Eyes. From Diane Airbus to Letizia Battaglia, kuratiert von Francesca Alfano Miglietti, Casa dei Tre Oci, Venedig
- 2015: Vanishing Point. Donata Wenders – Robert Bosiso, kuratiert von Laura Schmidt, Galleria Doris Ghetta, Bozen
- 2015: Places of the Mind. Wim & Donata Wenders, Polka Galerie, Paris
- 2016: The space between the characters can carry the load, Collection Ivo Wessel, Weserburg Museum für moderne Kunst, Bremen
- 2017: Donata Wenders. Im Licht der Zeit, BTV FO.KU.S, Innsbruck
- 2018: Gelesene Zeit, Johanna Breede, Berlin[8]
- 2018: Leiko Ikemura im Dialog mit Donata und Wim Wenders, Stiftung Brandenburger Tor / Max Liebermann Haus, Berlin.[9]
- 2018: Vom Verschwinden und Erscheinen – Über das Ephemere in der Fotografie, Alfred Erhard Stiftung, Berlin.[10]
- 2018 / 2019: Donata Wenders. Gestures of Light, Atelier Jungwirth, Graz.[11]
- 2019: Photographien von Donata Wenders, kuratiert von Anna Duque y González, Neue Galerie Gladbeck, Gladbeck.[12]
- 2021: Donata Wenders,  Fotografie Forum der Städteregion Aachen, Monschau.[13]
- 2023: Donata Wenders – Ode an das Handwerk, Japanisches Palais, Dresden.[14]